# Novopskov
Novopskov (en ucraniano: Новопсков, en ruso: Новопсков) o Aidar (en ucraniano: Айдар) es un pueblo ucraniano perteneciente al óblast de Lugansk. Situado en el noreste del país, forma parte del raión de Starobilsk y centro del municipio (hromada) de Novopskov.
El pueblo se encuentra ocupado por Rusia desde el 4 de marzo de 2022, siendo administrado como parte de la de facto República Popular de Lugansk.

## Geografía
Novopskov está a orillas del río Aidar, 34 km al norte de Starobilsk y 130 km al norte de Lugansk.

## Historia
El actual asentamiento de Novopskov fue fundado a mediados del siglo XVII por campesinos rusos y ucranianos que habían huido de la servidumbre bajo el nombre de Zakamianka (en ucraniano: Закам'янка). En 1708, el zar Pedro I ordenó una expedición punitiva contra el pueblo, durante la cual el pueblo fue arrasado tras participar en la rebelión de Bulavin. En 1829, el pueblo se convirtió en un asentamiento militar hasta 1856 y recibió su nombre actual, derivado de la ciudad rusa de Pskov. 
En 1931, el pueblo se convirtió en un centro regional, y el 1 de enero de 1932 comenzó aquí la publicación de un periódico regional.
Durante la Segunda Guerra Mundial, el pueblo fue ocupado por las tropas de la Wehrmacht el 10 de junio de 1942 y liberado el 23 de enero de 1943 por las tropas del Ejército Rojo. 
En 1957 Novopskov recibió el estatus de asentamiento de tipo urbano. En 1975-1979 se construyó el gasoducto Soyuz a través del asentamiento urbano, que se cruza con otro gasoducto aquí. El sanatorio Perlina se estableció en diciembre de 1977 en las afueras de la ciudad de Novopskov por sus aguas minerales. En la década de 1990, muchas empresas industriales y agrícolas dejaron de existir; otras han cambiado de manos y reducido drásticamente las cifras de producción.
Hasta el 18 de julio de 2020, Novopskov fue el centro del raión de Novopskov. El raión fue abolido en julio de 2020 como parte de la reforma administrativa de Ucrania, que redujo el número de raiones del óblast de Lugansk a siete. El territorio del raión de Novopskov se fusionó con el raión de Starobilsk.En 2023, Novopskov perdió el estatus de asentamiento de tipo urbano en la legislación ucraniana debido a la eliminación de este estatus administrativo.
Durante la invasión rusa de Ucrania, las tropas de la República Popular de Lugansk, con la ayuda de las fuerzas rusas, tomaron la comuna el 4 de marzo de 2022. Al día siguiente, los residentes locales salieron a las calles para protestar contra los ocupantes, y los soldados enemigos comenzaron a disparar contra los civiles con tres víctimas.
En 2023, el grupo de trabajo de la Comisión Nacional de Estándares Lingüísticos Estatales de Ucrania incluyó a Novopskov en la lista de asentamientos en Ucrania que pueden renombrarse como parte de las campañas de descomunización y la derusificación en Ucrania. El nombre elegido fue Aidar, por el río que pasa por la localidad, aprobado en la Rada Suprema el 19 de septiembre de 2024.

## Demografía
La evolución de la población de Novopskov entre 1959 y 2022 fue la siguiente:
| 4185                                                          | 6168 | 7724 | 9062 | 10 115 | 9900 | 9859 | 9619 | 9392 |
| (Fuente: Cities & Towns of Ukraine y UKRAINE: Größere Städte) |      |      |      |        |      |      |      |      |

Según el censo de 2001, la lengua materna de la mayoría de los habitantes, el 84,42%, es el ucraniano; del 15,39% es el ruso.

## Economía
El principal actividad económica de la zona es la agricultura (principalmente cultivos de cereales y girasol) y la ganadería de carne y leche. 

## Infraestructura

### Transporte
Novopskov está conectado por carretera con Starobilsk, donde tiene acceso adicional a la autopista H26 a Svátove y Bilovodsk, así como a la autopista H21 a Lugansk. La estación más cercana es en Starobilsk y conecta con Kondrashivska Nova, en Stanitsia Luganska, y al norte cruza la frontera con Rusia y continúa hasta Valuiki. 

## Galería

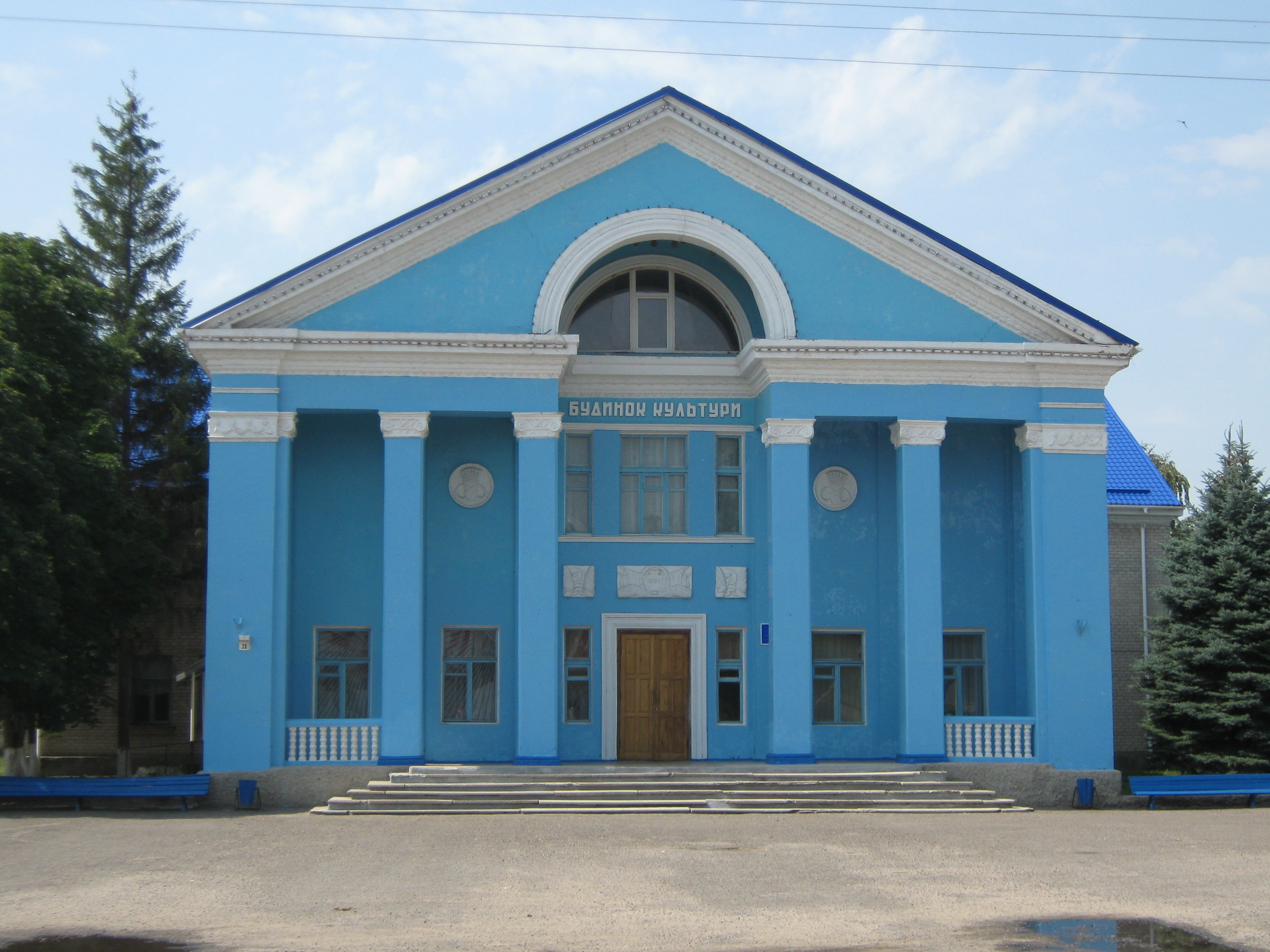
Casa de la Cultura de Novopskov
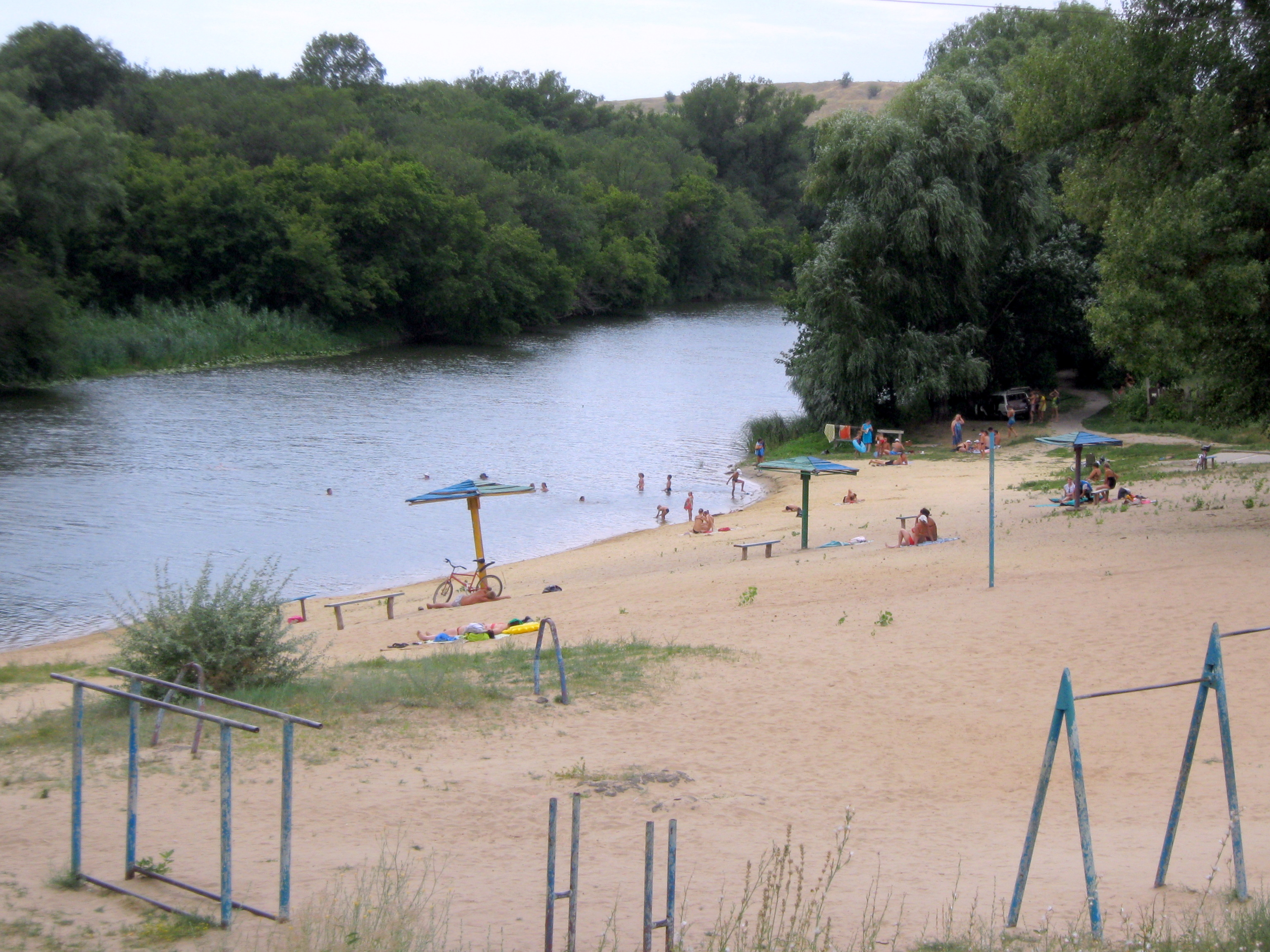
Playa fluvial local
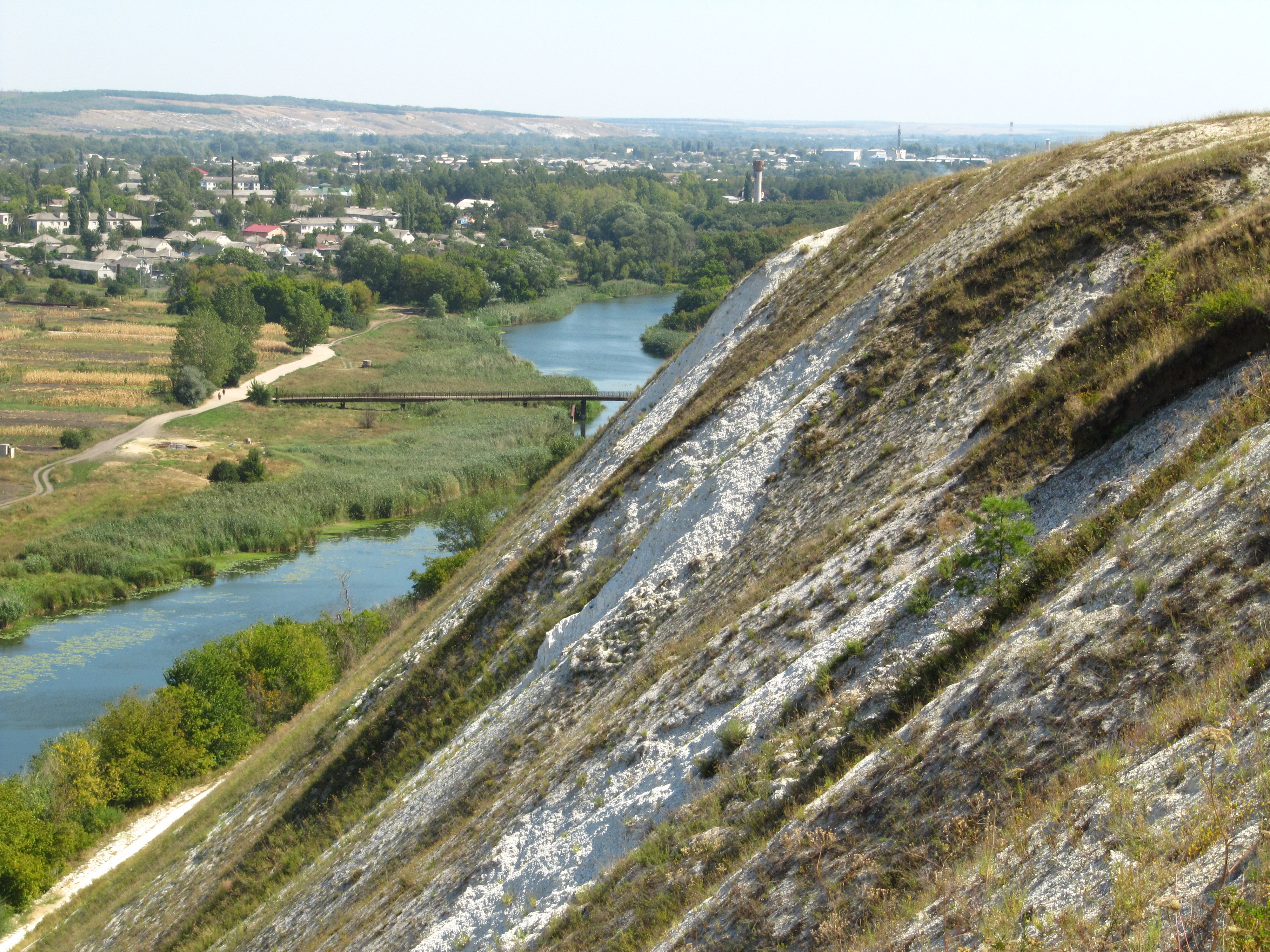
Novopskov desde una cresta calcárea cercana